# Douglas Luiz
Douglas Luiz Soares de Paulo (Rio de Janeiro, 9 de maio de 1998) é um futebolista brasileiro que atua como volante. Atualmente joga na Juventus.

## Carreira

### Vasco da Gama

#### Base
O trajetória de Douglas no Vasco se iniciou em 2013, quando ele foi aprovado em uma peneira promovida em Itaguaí. Embora tivesse concorrentes na posição, o garoto da comunidade Nova Holanda, localizada na Zona Norte do Rio de Janeiro, não se intimidou e conquistou espaço rapidamente, tornando-se titular do sub-15 durante a conquista do Carioca daquele ano. Na temporada seguinte, mesmo sendo um ano mais novo, se firmou entre os 11 iniciais do Sub-17 atuando como lateral-direito.
Carinhosamente chamado de "DG" pelos colegas de clube, Douglas teve um 2015 dos sonhos, pois foi ele um dos grandes comandantes da equipe que recolocou o Vasco no topo do Rio de Janeiro na categoria Sub-17 após 15 anos. As exibições consistentes o fizeram ser puxado para o Sub-20 antes mesmo da virada do ano, além de ser inscrito para disputa da Copa São Paulo.
| “ | O início foi um pouco complicado. Quando cheguei, a equipe tinha acabado de ser campeã da Taça Guanabara, então sabia que não seria fácil me firmar no time. Tive a oportunidade e fiz de tudo para aproveitá-la, deu certo e eu acabei virando titular, graças a Deus. No primeiro ano de sub-17, a concorrência na minha posição também era grande. O treinador pediu minha ajuda e aceitei o desafio de jogar na lateral-direita. Foi um período importante e que me fez evoluir, crescer. Eu sempre tive dentro de mim essa coisa de arriscar, busco sempre agarrar as chances que são dadas. | ” |

#### 2016
Em uma terça-feira, quando se preparava para a estreia do sub-20 no Torneio Otávio Pinto Guimarães, Douglas foi comunicado que deveria se apresentar ao profissional logo após o treino dos juniores para viajar com a delegação para Santos e Juiz de Fora, substituindo Marcelo Mattos, que havia se lesionado na última atividade antes do embarque. Como fez ao longo de sua trajetória na Colina, o garoto agarrou a oportunidade e pulou mais uma etapa.
Fez sua estreia em uma partida contra o Tupi, em Juiz de Fora, válida pela 21.ª rodada da Série B, entrou aos 15 minutos do segundo tempo, e deu um belo chute ao gol aos 48 minutos, em bola que acabou sendo jogada para escanteio pelo goleiro adversário, mais do que isso, Douglas teve personalidade, buscou o jogo, e acertou os passes, agradando o treinador Jorginho. No jogo seguinte contra o Vila Nova em São Januário, Douglas foi titular e não decepcionou o treinador, fez um belo gol em chute de fora da área, se firmando ainda mais na equipe titular. Sua rápida evolução no mês de Setembro, fez o clube acertar uma renovação de contrato, valorizando mais o jogador, que mudou de status rapidamente no time.
Ao longo do segundo turno da Série B, Douglas permaneceu na equipe titular, e as boas atuações foram uma grata surpresa a equipe e a torcida (que chegou a elegê-lo um dos principais jogadores do clube na competição, ao lado de jogadores já consagrados na equipe, como Nenê e Martín Silva), a surpresa se deveu ao fato de que Douglas não era um dos jogadores mais badalados da equipe Sub-20.
As boas atuações chamaram atenção também do treinador Rogério Micale, da Seleção Brasileira Sub-20, que o convocou para o Quadrangular de Seleções, disputado no Chile, no mês de outubro.
Em dezembro foi novamente convocado, dessa vez para o Sul-Americano Sub-20, que seria disputado entre janeiro e fevereiro do ano seguinte.

#### 2017
O ano de 2017 foi um ano de afirmação e crescimento para Douglas. Apontado por especialistas como o principal jogador da equipe, o volante cresceu a cada jogo, se destacando na velocidade de raciocínio, dribles precisos e lançamentos certeiros que demonstram grande visão de jogo, além de grande folego, vigor na marcação e chutes perigosos de fora da área. Internamente era considerado uma grande joia do clube, que o valorizou novamente com um novo contrato renovado em maio. Com as boas atuações em campo e com grande potencial, o volante despertou o interesse de clubes como Manchester City, Borussia Dortmund e Monaco. Fez sua última partida com a camisa do Vasco no dia 2 de julho, num empate em 2 a 2 contra o Coritiba, no Couto Pereira, em jogo válido pelo Campeonato Brasileiro. Em sua passagem pelo Vasco da Gama no profissional, o volante atuou em 39 jogos e marcou cinco gols, conquistou um título da Taça Rio e uma premiação individual, sendo nomeado para a Seleção do Campeonato Carioca.
Em sua despedida do Vasco, publicou em seu Facebook oficial um agradecimento ao clube:
| “                                     | Chegou o dia de dizer “até breve” para a família que me acolheu ainda moleque, em busca de um sonho, e me apresentou para o mundo. No Vasco, fiz grandes amigos, convivi com pessoas que me ensinaram muito, e só tenho que agradecer ao clube e à sua imensa torcida por tudo que fizeram por mim e pela minha família. Vocês serão inesquecíveis! Serei eternamente grato ao Vasco por tudo que está acontecendo e ainda vai acontecer na minha vida, e levarei esta instituição centenária de muitas glórias e história, para sempre no coração. Obrigado por tudo, Gigante! Estamos juntos! | ” |
| — Douglas Luiz, em despedida ao Vasco | |   |

### Manchester City

#### 2017–18
No dia 15 de julho de 2017, foi anunciada oficialmente a contratação de Douglas no site do Manchester City.

### Girona
Foi cedido por empréstimo ao Girona para a disputa da La Liga, a fim de adquirir experiência. Na época, o time fazia já parte das equipes gerenciadas pelo Grupo City.
Foi apresentado oficialmente no dia 10 de agosto de 2017, e falou sobre sua expectativa e vontade de honrar a camisa da equipe da Catalunha:
| “ | Estou muito feliz por estar no Girona, vim para ajudar, essa é a minha meta. Acho que a meta do Girona esse ano é se manter na Primeira Divisão, então vim aqui com essa meta, assim como todos que vieram comigo. O grupo é excelente. | ” |

Após realizar amistosos com a equipe catalã, Douglas estreou oficialmente pela equipe no dia 27 de agosto, na segunda rodada da Liga, contra o Málaga. Contudo, não teve muitos jogos com a equipe, fazendo, de 38 partidas possíveis, 15 jogos. Jogou os 90 minutos apenas uma vez nesse período.
Na Copa do Rei, o Girona enfrentou somente o Levante. Douglas jogou as duas partidas possíveis contra o Levante, no entanto, sua equipe foi eliminada ao final do segundo jogo.

#### 2018–19
Após não conseguir o visto para atuar pelo Manchester City, Douglas teve de ser emprestado novamente ao clube catalão para atuar em mais uma temporada.
Na equipe, Douglas conseguiu mais sequência e oportunidades com o treinador Eusebio Sacristán Mena. Pela La Liga de 2018–19, o meio-campista fizera 23 jogos. Contudo não evitou que seu time ficasse em 18.º colocado, sendo assim rebaixado.
Pela Copa del Rey de 2018–19, Douglas jogou todos os seis jogos do time na competição. O Girona foi eliminado nas quartas de final pelo Real Madrid, mas conseguiu tirar da competição o Atlético de Madrid e o Alavés em fases anteriores.
No Girona, ele realizou um total de 46 jogos, sendo 29 deles na temporada 2018–19, quando foi titular em 21 oportunidades.

### Aston Villa

#### 2019–20
No dia 12 de julho de 2019, o Manchester City acertou a venda do Volante ao Aston Villa por 15 milhões de libras (70 milhões de reais). No contrato, há uma cláusula que dá ao Manchester City a opção de recompra do jogador. O valor dessa hipotética negociação aumenta a cada temporada.
Em sua primeira temporada na Inglaterra, Douglas conseguiu se adaptar rapidamente ao novo elenco. Em sua segunda partida, contra o Bournemouth, pela 2.ª rodada da Premier League, Luiz marcou um gola de fora da área, seu primeiro em solo europeu, porém não conseguiu evitar a derrota da equipe por 2 a 1.
O jogador ponderou sobre sua chegada ao clube pouco antes do começo da Premier League:
| “ | Explicando um pouco sobre a minha evolução, acho que assim que eu cheguei no Aston Villa, cheguei dois dias antes de começar a Premier League. Foi algo que me atrapalhou um pouco. Depois da pausa, eu tive tempo de fazer treinamentos, de me colocar bem fisicamente. Essa foi minha real mudança, ter treinado mais com o grupo e conhecer cada jogador. Esse tempo foi muito bom para mim. | ” |

Na sequência do campeonato, Douglas viria a fazer mais dois gols e duas assistências em 36 partidas jogadas. O brasileiro se adaptou bem, dividindo o meio-campo com Jack Grealish e Anwar El Ghazi, e tão logo garantiu vaga no time titular. A equipe dele lutou contra o rebaixamento durante muito tempo na competição, mas conseguiu se livrar garantindo a 17.ª colocação na tabela.
Na Copa da Liga Inglesa, Douglas Luiz não participou apenas da estreia do time na competição. Todavia, esteve presente nos demais jogos e auxiliou sua equipe a chegar na final diante o Manchester City. Na ocasião, o time comandado por Josep Guardiola sagrou-se campeão após venceram a partida decisiva por 2 a 1.

#### 2020–21
Sobre a briga contra a parte de baixo da tabela na temporada anterior, Douglas comentou em entrevista:
| “ | A gente vem fazendo um trabalho muito bom no Aston Villa. Tivemos tempo de trabalhar. É uma temporada bem diferente da passada, em que a gente brigou para não ser rebaixado. Mas isso com certeza nos fortaleceu para que a gente possa fazer o melhor. Tivemos contratações que foram essenciais, ajustaram o nosso time. O treinador vem fazendo um grande trabalho e a gente pode ganhar do atual campeão. A gente quer continuar fazendo o nosso trabalho para nos manter na Premier League e almejar algo maior | ” |

Em sua segunda temporada, Douglas fez 33 jogos e deu duas assistências pela Premier League. E, apesar dos números menores que da temporada anterior, ajudou o clube a garantir uma temporada mais sólida. O Aston Villa ficou em 11.º colocado ao final da competição.
Disputando a Carabao Cup, Douglas jogou apenas o jogo inicial contra o Burton Albion, e deu uma assistência na vitória de sua equipe por 3 a 1. Todavia, Luiz não participou mais dos próximos dois jogos e sua equipe despediu-se da competição após vitória simples do Stoke City.

#### 2021–22

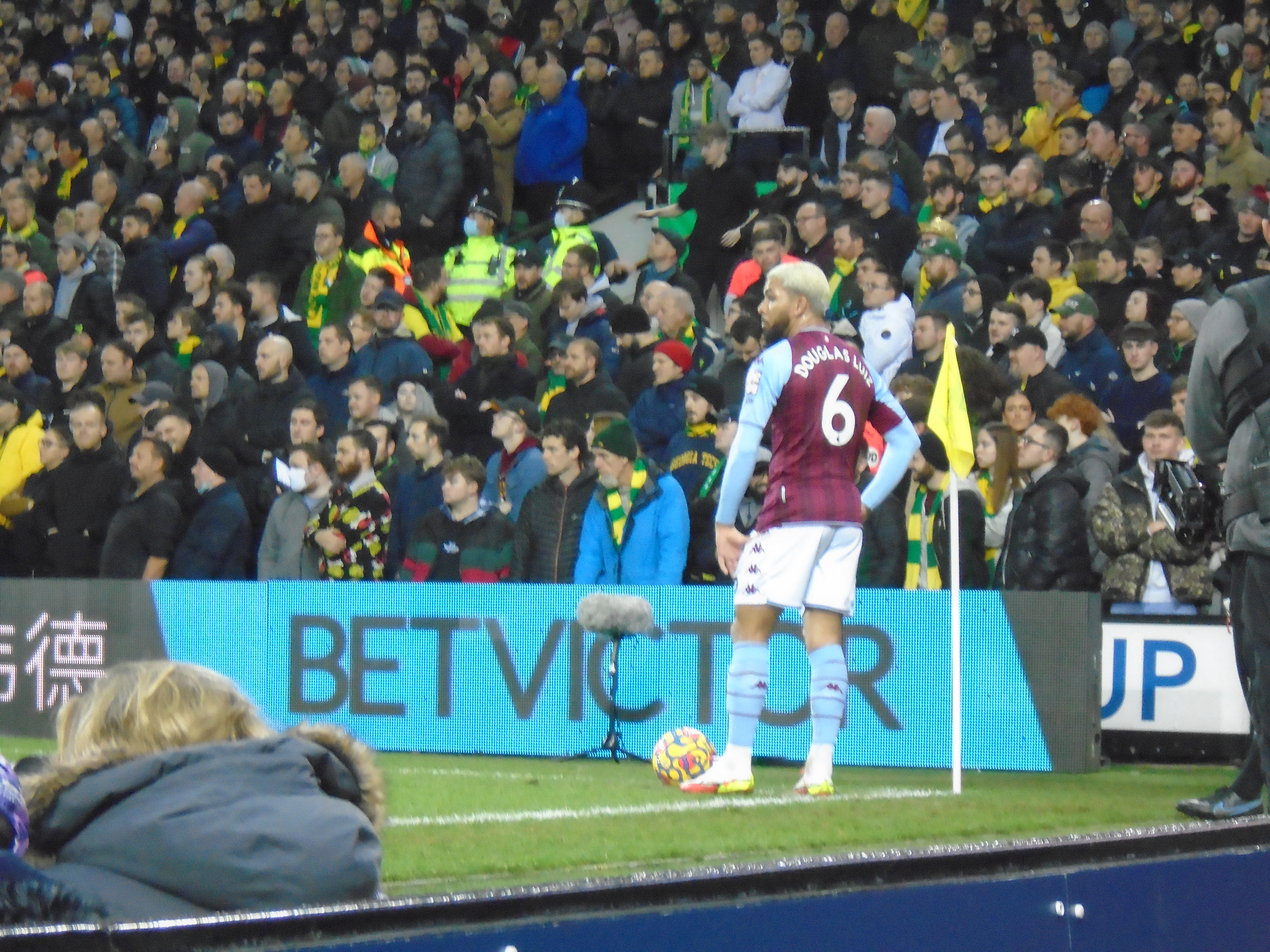
Douglas prestes cobrar um escanteio em 2021.

Na Premier League de 2021–22, Douglas voltou a balançar as redes duas vezes durante a competição, além de dar mais três passes a gol. O seu gol na partida contra o Southampton recebeu assistência de Philippe Coutinho, um de seus ídolos de Vasco da Gama.
Ao final da temporada, o Aston Villa garantiu a 14.ª colocação.
Pela primeira vez desde que chegou na Inglaterra, Douglas pôde estrear na Copa da Inglaterra. Naquela edição, o Aston Villa fizera apenas um jogo. Nessa partida, o Manchester United conseguiu eliminar a equipe após uma vitória mínima de 1 a 0.
Ao final da temporada, Douglas Luiz recebeu sondagens de equipes de dentro e fora da Inglaterra após sua sequência de temporadas consistentes, mas nenhum contato se intensificou.

#### 2022–23
Após o clube ficar ciente do interesse de outras equipes no brasileiro, o Villa tratou de renovar seu contrato em outubro de 2022.
Em sua melhor temporada em números desde que chegou no Villa, Douglas conseguiu ainda mais destaque durante a Premier League de 2022–23. Pela equipe, o meio-campista marcou seis gols e deu mais seis assistências. O clube terminou na 7.ª posição, a melhor temporada da equipe desde que Douglas estreou pela equipe. Com isso, o time estava apto para disputar os play-offs da Liga Conferência da próxima temporada.
Na estreia da Copa da Liga Inglesa, o Aston Villa goleou o Bolton por 4 a 1, e Douglas Luiz marcou um gol olímpico. Na partida seguinte, a equipe caiu diante o Manchester United por 4 a 2.
Pela Copa da Inglaterra de 2022–23, Douglas esteve em campo na estreia, e eliminação, de sua equipe na derrota contra o Stevenage Football Club por 2 a 1.
Ao final da sua principal temporada até o momento, o jogador foi agraciado com o prêmio de Melhor Jogador do Aston Villa naquela temporada.

#### 2023–24
Ele estreou na primeira rodada da Premier League na derrota contra o Newcastle United por 5 a 1, mas só marcou um gol na partida seguinte contra o Everton em uma goleada de 4 a 0 no Villa Park.
Em suas nove partidas inicias (contando todas as competições até aquele momento) pelo clube, o meio-campista marcou três gols e publicou uma mensagem, em suas redes sociais, que soou como uma indireta para Fernando Diniz, que treinava a Seleção Brasileira interinamente na época. Na ocasião, Douglas Luiz não recebia chances de estar com a seleção desde 2021. Ao final do semestre, Douglas havia se tornado um dos pilares da equipe inglesa na temporada, pois conseguiu contribuir com seis gols e uma assistência nesse início de temporada.
No decorrer da Liga Inglesa, o jogador obtinha muito destaque no clube comandado por Unai Emery. Douglas participava ativamente de alguns gols pelo Villa e era um dos artilheiros do time naquela época. Em destaque, estavam seus dois dobletes diante o West Ham (na 9.ª rodada) e contra o Nottingham Forest (na 26.ª).
O brasileiro terminou sua passagem na Liga Inglesa daquela temporada garantindo não só sua temporada artilheira (nove gols), mas também a melhor temporada do Aston Villa em 41 anos. O time de Birmingham conseguiu pontos o suficientes para disputarem a primeira Liga dos Campeões após mais de quatro décadas de ausência.
Disputando a Liga Conferência da UEFA, o jogador estreou nos play-offs contra o Hibernian. Lá, ele marcou um dos cinco gols do clube inglês nos jogos de ida. No jogo de volta, o brasileiro foi o capitão da equipe que venceu o adversário por 3 a 0. Essa foi a primeira vez que Douglas assumia, em jogos oficiais, a braçadeira na equipe. Na fase de grupos, o brasileiro estreou com sua equipe contra o Legia Varsóvia, mas viu o time adversário vencer o jogo por 3 a 2.
Ao final da fase de grupos, Douglas Luiz ajudou sua equipe a conseguir a classificação em primeiro lugar. O brasileiro, na última rodada dessa parte da competição, assumiu, novamente, a braçadeira de capitão.
Douglas continuou na equipe e participou diretamente de diversos momentos relevantes. No segundo jogo das oitavas (após um empate sem gols na primeira partida), deu duas assistências para o Villa derrotar o Ajax em uma goleada por 4 a 0. Contra o Lille, balançou as redes na disputa por pênaltis e pôde deixar o time disputar a semifinal da competição.
Nas semifinais, o brasileiro destacou-se negativamente. Na partida de ida, o Olympiacos estava vencendo o time inglês por 3 a 2 quando a equipe de Unai Emery teve a oportunidade de empatar o placar após ser marcada uma penalidade. Luiz foi o responsável por cobrar, mas isolou a batida e a partida terminou com vantagem ao time grego. No jogo de volta, Ayoub El Kaabi, que já tinha feito um hat-trick no jogo de ida, marcou mais dois gols e levou a equipe adversária à final da Conference pela primeira vez na história.
Douglas Luiz foi um dos principais jogadores do Aston Villa na temporada. Ele disputou 53 jogos, com 10 gols e 10 assistências.

### Juventus
Em 30 de junho de 2024, Douglas Luiz assinou com a Juventus, clube da Serie A da Itália, por € 50 milhões. Sua chegada também coincidiu com a de sua namorada, Alisha Lehmann ao clube feminino.
Apesar da expectativa inicial, Douglas não conseguiu se firmar no elenco de Thiago Motta. O médio disputava a posição com Khéphren Thuram e Manuel Locatelli, mas era frequentemente reserva na formação que priorizava apenas dois volantes ou meio-campistas em campo. Além de ser suplente com frequência, Luiz ainda tivera de enfrentar uma lesão muscular e perdeu 11 partidas consecutivas da Velha Senhora.
Em janeiro de 2025, quando abriu a Janela de Transferências do Futebol Europeu, Douglas tornou-se alvo de outros clubes da Inglaterra por conta da sua baixa minutagem no time italiano. Equipes como Manchester United e Nottingham Forest buscaram contratar o brasileiro para compor o seu elenco.
Douglas permaneceu na cidade, mas continuou a ter momentos de baixa utilização mesmo após a demissão de Motta da Juventus. O brasileiro chegou a ser utilizado na partida de estreia do Mundial de Clubes FIFA de 2025, mas deixou de ser um atleta utilizado na sequência e concluiu a temporada com 27 partidas sem gols ou assistências. O momento pouco positivo – que se alastrou para sua vida pessoal, pois terminou sua relação com sua namorada em maio de 2025 – levou o médio a ser novamente especulado em outras equipes europeias e ser considerado um jogador que serviria como "moeda de troca" na busca por jogadores de outros times. No início da época posterior, Luiz se atrasou aos treinos da pré-temporada e foi multado pela direção da Velha Senhora.

## Seleção Nacional

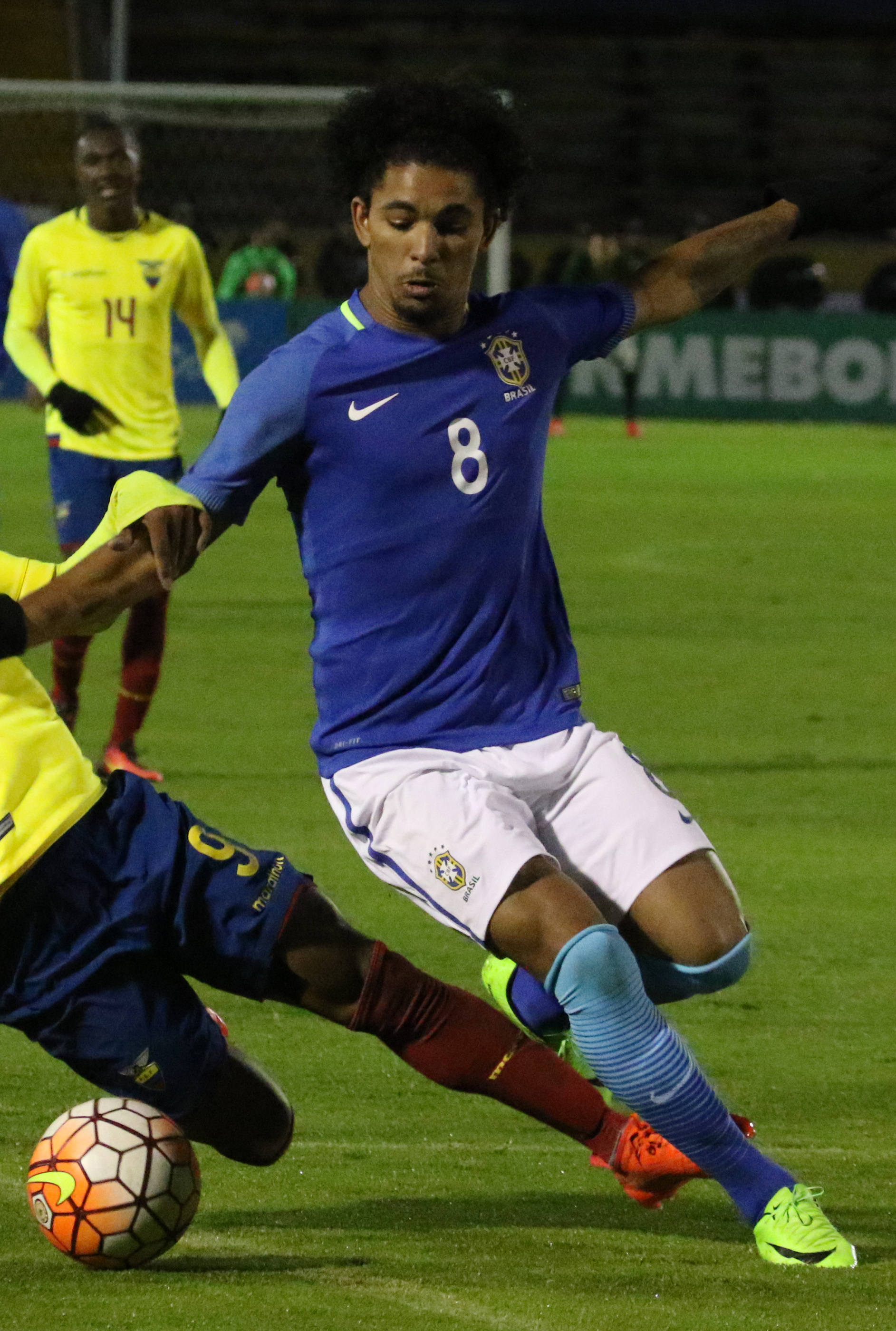
Douglas Luiz no Sul-Americano Sub-20 de 2017

#### Sub-20
Douglas foi titular na campanha da Seleção Brasileira Sub-20 no Campeonato Sul-Americano Sub-20 de 2017.

#### Sub-23
Em 12 de julho de 2019, foi convocado pela Seleção Pré-Olímpica para a disputa do Torneio de Toulon. Nesse torneio, Douglas Luiz recebeu o prêmio de melhor jogador.

### Principal
No dia 25 de outubro de 2019, foi convocado pelo técnico Tite para amistoso da Seleção Brasileira.
Estreou no dia 19 de novembro de 2019, na vitória por 3 a 0 sobre a Coréia do Sul. Em sua chegada, o brasileiro comentou:
| “ | Foi uma dificuldade que eu tive, assim que eu sai do Vasco. Fui contratado pelo Manchester City, mas já tinha ciência de que seria emprestado para o Girona. Foi um momento bom para mim, momento em que o jogador tem que aprender quando vai para Europa. Não é o mesmo futebol, é um pouco mais exigente, e serviu de muito aprendizado para mim. Logo em seguida eu fui para o Aston Villa, onde eu fiz um ano excelente e pude demonstrar quem realmente eu sou. Quando eu fui para o Girona, muitas pessoas ainda tinham um pouco de dúvida de quem eu realmente era, então eu pude me firmar e hoje estar aqui (na Seleção Brasileira) é uma grande honra, estar com grandes jogadores e iniciar uma trajetória para a Copa do Mundo. | ” |

#### Eliminatórias para Copa do Mundo de 2022
O jogador recebeu frequentes convocações às Eliminatórias durante o ano de 2020. Sua estreia com a equipe aconteceu em uma goleada diante a Bolívia por 5 a 0. Durante a Era Tite, Douglas perdeu suas oportunidades durante o ano de 2021, tendo jogado pela última vez em outubro daquele ano, contra a seleção Uruguaia.

#### Copa América de 2021
No dia 9 de junho de 2021, foi convocado para Copa América daquele ano.
Durante o torneio, o meio-campista jogou apenas duas partidas. Ele viu do banco de reservas a Argentina sagrar-se campeã após derrotar o Brasil na final.

#### Copa América de 2024
Douglas foi convocado por Dorival Júnior para disputa da Copa América de 2024.
Na competição, Douglas participou de três jogos até a eliminação do Brasil nas quartas de final diante o Uruguai. Nessa partida, após um empate sem gols no tempo normal, Douglas foi escolhido como um dos batedores da Seleção. Nas cobranças, Douglas e Éder Militão desperdiçaram seus respectivos chutes e a Celeste Olímpica comemorou a classificação.

## Vida pessoal
Entre 2021 e 2022, Douglas manteve um namoro com a suíça e também jogadora de futebol Alisha Lehmann. Os dois se conheceram enquanto jogavam pelo Aston Villa. O casal compartilhava muitos momentos juntos, tendo, inclusive, Douglas incentivado a jogadora a torcer pelo Vasco da Gama, o time de coração do brasileiro.
De acordo com o The Sun, os dois se separaram após o brasileiro não ter gostado do fato dela a ter aceitado o convite para posar como modelo. A jogadora acreditava que o cenário seria compreendido pelo volante. Contudo, o impasse de ideias acabou gerando o rompimento na relação.
Em janeiro de 2024, os dois reataram o namoro. Em 2025, no mês de maio, foi anunciado que ambos terminaram sua relação novamente.

## Títulos
Vasco da Gama
- Taça Rio: 2017

Girona
- Supercopa da Catalunha: 2019

Seleção Brasileira Sub-20
- Quadrangular de Seleções: 2016

Seleção Brasileira Sub-23
- Torneio Internacional de Toulon: 2019
- Jogos Olímpicos: 2020[106]

#### Prêmios individuais[107]
| Premiação                                     | Premio           | Clube              |
| --------------------------------------------- | ---------------- | ------------------ |
| Seleção do Campeonato Carioca                 | Melhor Volante   | Vasco da Gama      |
| Melhores Jovens do Ano de 2017 (FourFourTwo)  | 7.º Melhor Jovem | Vasco da Gama      |
| Torneio de Toulon                             | Melhor jogador   | Seleção Brasileira |
| Jogador da Temporada do Aston Villa (2022–23) | Melhor jogador   | Aston Villa        |